# Юлия Корнелия
Вижте пояснителната страница за други личности с името Юлия Цезарис.
Юлия Цезарис (на латински: Julia Caesaris; † 104 пр.н.е.), по-известна като Юлия Корнелия (на латински: Julia Cornelia) е римска аристократка.
Дъщеря е на Луций Юлий Цезар II и Попилия. Сестра е на Луций Юлий Цезар III и Гай Юлий Цезар Страбон Вописк. По-късно става съпруга на бъдещия диктатор Луций Корнелий Сула. Тя се омъжва за Сула някъде около 110 пр.н.е. и на следващата година му ражда дъщеря – Корнелия Сула. През 104 пр.н.е. Юлия е бременна с второ дете и ражда момче, но умира при раждането. След смъртта ѝ Сула се жени за благородницата Аелия (Aelia), която става мащеха на децата на Юлия.
Юлия Корнелия е първа братовчедка на Юлия, която е женена за Гай Марий. Тази връзка е една от възможните причини Сула да служи като квестор на Марий в периода при залавянето на Югурта. Тя също е първа братовчедка на Гай Юлий Цезар Старши (баща на Юлий Цезар) и леля на Юлия Антония и Луций Юлий Цезар IV.